# Ratusz w Suwałkach
Ratusz w Suwałkach - suwalski ratusz składa się z dwóch budynków wybudowanych w stylu klasycystycznym: odwachu wybudowanego w 1834 oraz właściwego ratusza zbudowanego w 1844 według projektu Karola Majerskiego. Mieści się przy ulicy Adama Mickiewicza. Obecnie siedziba Urzędu Miejskiego.